# الن‌ویل، ایولین
اَلَن‌ویل (به فرانسوی: Allainville) یک کمون در فرانسه است که در Canton of Saint-Arnoult-en-Yvelines واقع شده‌است.

## خصوصیات
الانویل ۱۶٫۳۰ کیلومترمربع مساحت و ۳۰۶ نفر جمعیت دارد و ۱۵۴ متر بالاتر از سطح دریا واقع شده‌است.